# Laufen (Bazylea-Okręg)
Laufen (gsw. Laufe; fr. Laufon) – gmina (niem. Einwohnergemeinde) w północnej Szwajcarii, w kantonie Bazylea-Okręg, siedziba administracyjna okręgu Laufen. 31 grudnia 2020 roku liczyła 5 777 mieszkańców. Przez gminę przebiega droga główna nr 18. 

## Współpraca
- Laufen, Niemcy